# Riyadh Abdul-Abbas
Riyadh Abbas là một cựu cầu thủ bóng đá người Iraq.

## Sự nghiệp
Riyadh Abbas gia nhập câu lạc bộ Kelantan năm 1996. Huấn luyện viên Kelly Tham chọn Abbas với vai trò là một trong những cầu thủ nước ngoài dẫn dắt hàng công cho câu lạc bộ tại Liga Perdana, giải đấu hàng đầu của Malaysia trước khi có Malaysia Super League.